# Еммануель Аке
Еммануель Аке Ричард Муттенданго (англ. Emmanuel Ake Richard Muttendango; нар. 11 червня 1980, Момбаса, Кенія) — кенійський футболіст сейшельського походження, нападник. Відіграв 10 сезонів у складі різноманітних данських клубів.

## Фальшиве ім'я та дата народження
Еммануель Аке в'їхав до Європи з тимчасовою візою оскільки повинен був зіграти товариський матч у Нідерландах. Коли Еммануель зіграв цей матч, він раптом покинув Нідерланди, щоб без звичайної візи поїхати до батька в Данію. У 2000 році він вперше потрапив у Данію, при цьому кенієць в'їхав підіменем Алі Раджаб Акіда, або просто Алі Акіда, народжений 20 грудня 1982 року. Проте згодом виявилося, що справжнє ім'я молодого чоловіка Еммануель Аке Ричард Муттенданго, а дата його народження — 11 червня 1980 року. Після цього Міський суд Гладсаксе оштрафував Аке на 7 000 данських крон. Після низки ухвал і подальших апеляцій зацікавлених сторін Спортивна конфедерація Данії (DIF) дискваліфікувала Еммануеля на три місяці.
У той час клубу Аке, «Академіск БК», також було присуджено штраф у розмірі 50 000 данських крон, а всі очки, набрані в матчах першою та резервною командами «Академікса», в яких виходив на поле Еммануель, були анульовані.

## Клубна кар'єра
Мати Аке — кенійка, батько — вихідець зі Сейшел. Його батьки розлучилися й батько переїхав у Данію. Футбольну кар'єру Еммануель розпочав у клубах «Блек Пантер» та «Кост Старз» з Прибрежної провінціональної ліги (третій дивізіон кенійського чемпіонату). Після цього перебрався до клубу «Кост Старз» (Момбаса), який виступав у Прем'єр-лізі Кенії. Туриста з Нідерландів та свого сина познайомила мати в Кенії, після чого стало відомо про Аке як футболіста. Оскільки в Кенії хлопець не мав змоги заробити на життя футболом, данець намагався допомогти Еммануелю влаштувати життя в Нідерландах й посприяв відкриттю тимчасової візи в країну, щоб юний футболіст зміг взяти участь у контрольному пождинку клубу «ТОП Осс» з Еерстедивізі. Після невдалого перегляду покинув родину гостей та поїхав до батька в Данію.

### Початок кар'єри в Данії
20-річний нападник підписав контракт з «Академіск БК», в якому виступав протягом 4-х сезонів (з 2000 по 2004 рік). У сезонах 2004/05 та 2005/06 років грав за «Норшелланн». Проте стати гравцем основного складу не зміг. Другу половину сезону 2005/06 років провів в оренді в «Естікку», де з 14-а голами став найкращим бомбардиром команди. Наступного сезону Аке відправився в оренду до складу представника другого дивізіону чемпіонату Данії «Гольбек», де з 11-а голами також став найкращим бомбардиром клубу.
У сезоні 2007/08 років кенійця орендував колектив Першого дивізіону «Геллеруп». У новому клубі з 13-а голами став найкращим бомбардиром, проте «Геллеруп» вилетів у Другий дивізіон.
Еммануель підписав 3-річний контракт з «Герфельге» після того як «Норшелланн» розірвав з ним контракт.

### «ХБ Кеге»
Аке став гравцем новоствореного «ХБ Кеге», утвореного 2009 року шляхом злиття «Ерфельге» та «Кьоге». Новий сезон для кенійця розпочався дуже добре, в 13-и матчах чемпіонату він відзначився 5-а голами. Проте в листопада 2009 року отримав декілька травм, пошкодивши ахіллове сухожилля. Ake надихнув привабив своєю грою до «ХБ Кеге» багатьох вболівальників, включаючи добре відомого Вілла Голмса.

### «Люнгбю»
У вересні 2010 року підписав контракт з «Люнгбю».

### «Нествед»
У лютому 2011 року підписав аматорський контракт з «Нестведом». Влітку 2011 року залишив команду.

### «Свебелле»
1 лютого 2012 року погодився виступати в клубі другого дивізіону Данії, оскільки ним керував його колишній одноклубник по «Гольбеку» Ердоган Аслан. Проте вже через місяць після переходу до нового клубу в Еммануеля закінчився дозвіл на роботу в Данії, а оскільки нову візу він так і не отримав, то змушений був виїхати з країни.

### «Д'юрсланд»
У вересні 2012 року повернувся до Данії та підписав контракт з «Д'юрсландом», який виступав у Danmarksserien (четвертий дивізіон чемпіонату Данії). Футбольну кар'єру завершив 2013 року.

## Кар'єра в збірній
Учасник Кубку африканських націй 2004 у Тунісі. У складі «Гарамбі Старз» на цьому турнірі провів 3 поєдинки (проти Малі, Сенегалу та Буркіна Фасо). Відзначився 3-м голом кенійців у ворота Буркіна-Фасо, чим допоміг своїй збірній здобути першу перемогу на Кубку африканських націй.

## Статистика виступів

### Клубна
| Сезон   | Клуб           | Країна | Змагання        | Матчі | Голи |
| ------- | -------------- | ------ | --------------- | ----- | ---- |
| 2000/01 | «Академіск БК» | Данія  | Суперліга       | 14    | 3    |
| 2001/02 | «Академіск БК» | Данія  | Суперліга       | 14    | 0    |
| 2002/03 | «Академіск БК» | Данія  | Суперліга       | 2     | 0    |
| 2003/04 | «Академіск БК» | Данія  | Суперліга       | 16    | 0    |
| 2004/05 | Норшелланн     | Данія  | Суперліга       | 8     | 0    |
| 2005/06 | Норшелланн     | Данія  | Суперліга       | 6     | 0    |
| 2005/06 | «Естікк»       | Данія  | Перший дивізіон | 15    | 1    |
| 2006/07 | «Гольбек»      | Данія  | Другий дивізіон | 22    | 9    |
| 2007/08 | «Геллеруп»     | Данія  | Перший дивізіон | 20    | 12   |
| 2008/09 | «Герфельге»    | Данія  | Перший дивізіон | 21    | 13   |
| 2009/10 | «ХБ Кеге»      | Данія  | Суперліга       |       |      |

### Голи за збірну
| #  | Дата            | Місце                     | Суперник     | Рахунок | Результат | Змагання |
| -- | --------------- | ------------------------- | ------------ | ------- | --------- | -------- |
| 1. | 26 березня 2011 | 15 жовтня, Бізерта, Туніс | Буркіна-Фасо | 3-0     | Перемога  | КАН 2004 |